# Senaat-Sahm I
De Senaat-Sahm I regeerde in de vrije stad Danzigvan 6 november 1920 tot 10 december 1924. Senaatspresident Heinrich Sahm was voorheen burgemeester van Danzig.